# Bunsen-Pettenkofer-Ehrentafel
Die Bunsen-Pettenkofer-Ehrentafel des DVGW (Deutscher Verein des Gas- und Wasserfaches e.V.) ist die „höchste Würdigung von außergewöhnlichem Engagement“ im Gas- und Wasserfach. Benannt ist sie nach Robert Wilhelm Bunsen (1811–1899), dem Erfinder der Spektralanalyse, und dem bayrischen Chemiker Max von Pettenkofer (1818–1901).
Der 1859 gegründete Verein für technisch-wissenschaftliche Aufgaben der Brenngas- und Wasserversorgung hat derzeit (Stand 2015) fast 14.000 Mitglieder, darunter 3.300 Unternehmen und 250 Behörden.
Die Ehrentafel wird seit 1900 verliehen. Im Stiftungsjahr erhielten sie Max von Pettenkofer, Carl Auer von Welsbach, Hans Bunte, Ernst Grahn und Wilhelm Oechelhaeuser. Die nächsten Ehrungen erfolgten 1905, 1909, 1911 und zuletzt 2011 – bis heute (2023) sind es 71 Preisträger.
Daneben gibt es seit 1861 die Ehrenmitgliedschaft, ferner den Ehrenring und die Ehrennadel. Für Fachleute des kathodischen Korrosionsschutzes wurde vom Verein außerdem die Kuhn-Ehrenmedaille gestiftet.